# José Samuel Lupi
José Samuel Pereira Lupi (Lisboa, 5 de maio de 1931 – Alcochete, 8 de março de 2022) foi um cavaleiro tauromáquico português.
De uma família de lavradores e ganadeiros, estando entre os seus ascendentes José Maria dos Santos, mas também artistas, como Miguel Ângelo Lupi, e o mestre de equitação Samuel Lupi; foi criado na extensa propriedade de Rio Frio, próxima do Montijo.
Depois de se ter iniciado na aprendizagem da equitação, os cavaleiros João Branco Núncio e D. Francisco Mascarenhas ensinaram a José Samuel Lupi a arte de tourear. Aos 17 anos estreava-se em público na praça Palha Blanco, Vila Franca de Xira, corria o ano de 1947. 
Ao mesmo tempo que prosseguia os estudos — viria a licenciar-se em Engenharia Silvícola, pelo Instituto Superior de Agronomia —, José Samuel Lupi foi fazendo o seu percurso como cavaleiro amador, debutando na Monumental do Campo Pequeno, em 1955. 
Seria na emblemática praça do Campo Pequeno que viria a receber a alternativa de cavaleiro tauromáquico. Nessa corrida, realizada em 16 de junho de 1963, teve como padrinho João Branco Núncio, e lidou o Verdugo, um touro de Mariana Passanha.
A 12 de outubro do mesmo ano apresentou-se na Monumental de Las Ventas, Madrid, por ocasião da Feira de Outubro. 
Precisamente em Espanha viria a fundar em 1970, com os irmãos Peralta – Angel e Rafael – e Álvaro Domecq Romero, o célebre quarteto Los Cuatro Jinetes del Apoteosis. Um pouco por toda a Espanha, França e América Latina, nomeadamente na Venezuela e na Colômbia, os Quatro Ginetes lotaram praças e obtiveram muitos êxitos, contribuindo para recuperar o toureio a cavalo do apagamento que sofrera com a popularidade do toureio a pé, impondo-o como cartel principal nas principais feiras taurinas, fora de Portugal.
A 8 de maio de 2008 voltou ao Campo Pequeno para conceder a alternativa ao seu filho Manuel Lupi.
Integrou o Grupo de Forcados Amadores de Santarém na década de 50.
A par da sua carreira artística, José Samuel Lupi foi agricultor e criador de gado, assumindo a direção da Sociedade Agrícola de Rio Frio, em cujas propriedades se dedicou à criação de reses bravas para o toureio e à atividade coudélica, criando cavalos para o toureio e a equitação.
A Herdade de Rio Frio e a vida de Jose Samuel Lupi serviram-se de inspiração ao filme A Herdade, realizado por Tiago Guedes, sob a produção de Paulo Branco. 